# Гутт, Джефф
Джефри Адам Гутт (англ. Jeffrey Adam Gutt; род. 2 мая 1976, Марин-Сити, Мичиган, США) — американский рок-музыкант, наиболее известный как бывший вокалист ню-метал группы Dry Cell и нынешний вокалист гранж-рок группы Stone Temple Pilots.
Гутт являлся участником двух сезонов американского реалити-шоу The X Factor. Впервые он появился во втором сезоне шоу (в 2012 году) и добился международного признания после исполнения своей версии песни Леонарда Коэна «Hallelujah», однако, в следующем выпуске шоу был изгнан. В 2013 году Гутт повторно принял участие в шоу и дошел до финала, где занял второе место. В 2014 году сайтом FoxWeekly.com Гутт был признан одним из самых «вдохновляющих» участников The X Factor США.

## Ранние годы
В детские годы Джеффа семья Гутт проживала в округе Сент-Клэр, расположенном на юго-востоке Мичигана. Он обучался в школе в городах Алгонак и Марин-Сити и выпустился в 1994 году. В школьные годы Гутт участвовал в группе Innerfaith, вместе с которой победил в состязании групп «Blue Water Area Battle of the Bands» в городе Мэрисвилла, Мичиган.
В 2012 году вместе с основной дискографией Гутта, два ранних мини-сборника были выложены на его сайте для бесплатного скачивания: 3-трековый сборник 1992-1995 (был назван фанатами Nautical Star из-за изображения на обложке) и 4-трековый Dragonfly. Dragonfly был записан в составе одноименной группы, в которой помимо Гутта участвовал Стив Мазур — гитарист Our Lady Peace. Слова из песни Dragonfly «Sugarpill» впоследствии были использованы в песне Dry Cell «New Revolution», также Джефф исполнял эту песню сольно.

## Dry Cell (2001—2009)
Гутт стал вокалистом группы Dry Cell после того, как был порекомендован для неё A&R-менеджером Джеффом Блю, ответственным также за открытие Linkin Park. До присоединения Гутта группа носила название Beyond Control и состояла из Дэнни Хартвелла, Джадда Груенбаума и Брэндона Брауна. Позднее коллектив был переименован сначала в Impúr, затем в Dry Cell. Блю подписал группу на лейбл Warner Bros. Records, и описывал её звучание как «соединение Metallica, Incubus и Linkin Park, но тяжелее. Никакого диджеинга, никакого рэпа, очень мелодичная группа, а ребята просто феноменальные музыканты». Под названием Impúr группа была включена в сборник Роба Зомби Calling All Maniacs с песней «Body Crumbles».
Альбом Disconnected, записанный группой, получил дату релиза 16 июля 2002 года, затем выход был перенесен на 27 августа 2002 года. Перед выходом альбома отец одного из участников группы вступил в разъяренный спор с Блю касаемо размера промо-бюджета, выделяемого на Dry Cell, в результате месяцев закулисных разногласий. В течение 48 часов мужчина подал жалобу Warner Bros., а двумя днями позднее группа была освобождена от контракта. Инцидент был освящен в статье The New York Times в октябре 2002 года. Из-за разрыва с лейблом группа не могла выпустить уже готовый альбом, и он был доступен для продажи на CD ограниченным тиражом только на фестивале Locobazooka 2002. Однако, песни с альбома вошли в различные саундтреки: «Body Crumbles» — в саундтрек к фильму Королева проклятых и видеоигре Madden NFL 2003; «Slip Away» — к видеоигре «Freakstyle»; «So Long Ago» — к фильму «Storm» Уоррена Миллера. Кавер на песню Stone Temple Pilots «Heaven & Hot Rods» был выпущен на сборнике Crank It Up для шоу NASCAR на канале Fox.
В 2004 году Гутт покинул группу, но вернулся спустя год — группа выпустила 4 новых демо-трека, после чего распалась. В 2008 году Dry Cell собралась вновь и в 2009 году выпустила на iTunes альбом Disconnected, а в начале 2010 — альбом The Dry Cell Collection, в который были включены ранее выпущенные демозаписи периодов 2003—2005 и 2008—2009, а также несколько новых песен. С начала 2010 года группа перестала выпускать новости на своей MySpace-странице, а в 2012 году стало известно, что Гутт повторно вышел из состава Dry Cell в 2009 году.

## Band With No Name, Rival City и другие проекты (2004—2016)
После ухода из Dry Cell в 2004 году Джефф записал 8 демо-песен с группой Acrylic.
После распада Dry Cell в 2005 году Гутт и гитарист Гэри Питтел образовали Band With No Name (BWNN), вместе с которой выпустили BWNN EP (2007) и полноформатный альбом Humanity (2009). В 2013 году Humanity был перевыпущен на iTunes как сольный альбом Гутта с небольшими изменениями в трек-листе и с добавлением песни «Stay». Помимо BWNN, Гутт и Питтел также выступали в составе кавер-группы Punch.
Гутт принял гостевое участие в записи песен рэпера Solystic Carry On, Open Letter и Almost Dead.
Также в одном из интервью Гутт заявил, что однажды был «очень близок к тому, чтобы стать новым вокалистом Alice in Chains».
29 марта 2013 года Гутт вместе с музыкантами BWNN выпустил видео на «Hallelujah», 28 апреля 2013 песня была выпущена сольным синглом Гутта на iTunes. В 2014 году Гутт выпустил сольный 3-трековый сингл A Detroit Christmas.
С 2014 по 2016 годы Гутт играл в группе Rival City Heights, позднее переименованной в Rival City, совместно с Гэри Питтелом (BWNN), Брэндоном Брауном (Dry Cell), а позднее с Джином Ленардо (Device) и Уиллом Хантом (Evanescence). В 2016 году вместе с Rival City (Heights) Гутт выпустил синглы Take It Back и Fading Out / What’s Going On — над последним группа работала вместе с продюсером Кевином Чурко.

## The X Factor (2012—2013)

### 2 сезон
В 2012, Гутт принял участие в прослушивании на шоу The X Factor США. В эпизоде, который был показан 20 сентября 2012 года, Гутт исполнил свою версию песни Леонарда Коэна «Hallelujah», и получил безоговорочное одобрение от всех четырёх судей — Саймона Коуэлла, Бритни Спирс, Деми Ловато и L.A. Reid, но в следующем эпизоде был элиминирован. Спустя несколько недель Саймон Коуэлл рассказал изданию Access Hollywood, что имеет одно сожаление — по тому, что Гутт был отправлен домой слишком рано.
Выступления Гутта во 2 сезоне:
| Шоу           | Тема                 | Песня              | Оригинальный исполнитель | Результат           |
| ------------- | -------------------- | ------------------ | ------------------------ | ------------------- |
| Прослушивание | Свой выбор           | «Hallelujah»       | Леонард Коэн             | Прошел в bootcamp 1 |
| Bootcamp 1    | Сольное выступление  | Не транслировалось | Не транслировалось       | Прошел в bootcamp 2 |
| Bootcamp 2    | Групповое исполнение | Не транслировалось | Не транслировалось       | Прошел в bootcamp 3 |
| Bootcamp 3    | Дуэт                 | «If I Die Young»   | The Band Perry           | Элиминирован        |

### 3 сезон
В 2013 году Гутт вернулся в 3 сезон шоу на прослушивание с песнями Aerosmith «I Don't Want to Miss a Thing» и Radiohead «Creep», и попал в число 40 финалистов в результате отбора. Он попал в категорию «старше 25», его наставником выступила Келли Роуланд. В следующем эпизоде шоу Гутт исполнил «Amazing Grace» и попал в число 16 финалистов. Гутт стал финалистом шоу, попав в конечном итоге на 2 место с минимальным разрывом в количестве голосов от американских зрителей с победителем — дуэтом Alex & Sierra.
Выступления Гутта в 3 сезоне:
| День трансляции | Шоу                                            | Тема                    | Песня                                  | Оригинальный исполнитель     | Результат                     |
| --------------- | ---------------------------------------------- | ----------------------- | -------------------------------------- | ---------------------------- | ----------------------------- |
| 18 сентября     | Прослушивание                                  | Свой выбор              | «I Don't Want to Miss a Thing» «Creep» | Aerosmith Radiohead          | Прошел в состязание 4 стульев |
| 2 октября       | Состязание 4 стульев                           | Сольное исполнение      | «Amazing Grace»                        | Джон Ньютон                  | Прошел                        |
| 29 октября      | 1 живое выступление (Топ-16)                   | Выбор наставника        | «Try»                                  | Пинк                         | Сохранен Келли Роуланд        |
| 6 ноября        | 2 живое выступление (Топ-13)                   | Вечер Motown            | «Say You, Say Me»                      | Лайонел Ричи                 | н/д                           |
| 7 ноября        | 3 живое выступление (еще один шанс для Топ-13) | Свой выбор              | «In the Air Tonight»                   | Фил Коллинз                  | Сохранен                      |
| 13 ноября       | 4 живое выступление (Топ-12)                   | Вечер 80-х              | «(I Just) Died in Your Arms»           | Cutting Crew                 | Сохранен                      |
| 20 ноября       | 5 живое выступление (Топ-10)                   | Британское вторжение    | «Bohemian Rhapsody»                    | Queen                        | Сохранен                      |
| 27 ноября       | 6 живое выступление (Топ-8)                    | Вечер большого ансамбля | «Feeling Good»                         | Энтони Ньюли и Лесли Брикасс | Сохранен                      |
| 4 декабря       | 7 живое выступление (Топ-6)                    | Ночь див Акустика       | «Without You» «Daniel»                 | Марайя Кэри Элтон Джон       | Сохранен                      |
| 11 декабря      | 8 живое выступление (Топ-4)                    | Выбор зрителей          | «Hallelujah»                           | Леонард Коэн                 | Сохранен                      |
| 11 декабря      | 8 живое выступление (Топ-4)                    | Дуэт (с Restless Road)  | «Every Breath You Take»                | The Police                   | Сохранен                      |
| 11 декабря      | 8 живое выступление (Топ-4)                    | Без темы                | «Demons»                               | Imagine Dragons              | Сохранен                      |
| 12 декабря      | 8 живое выступление (Топ-4)                    | Песня победителя        | «Open Arms»                            | Journey                      | Сохранен                      |
| 18 декабря      | 9 живое выступление (Финал)                    | Песня победителя        | «Dream On»                             | Aerosmith                    | 2 место                       |
| 18 декабря      | 9 живое выступление (Финал)                    | Дуэт со звездой         | «Iris» (с Джоном Резником)             | Goo Goo Dolls                | 2 место                       |
| 18 декабря      | 9 живое выступление (Финал)                    | Любимое выступление     | «Creep»                                | Radiohead                    | 2 место                       |
| 19 декабря      | 9 живое выступление (Финал)                    | Рождественские песни    | «O Holy Night»                         | Адольф Адан                  | 2 место                       |

- Также Гутт исполнил песню Queen We Will Rock You с Alex & Sierra и Карлито Оливьеро и песню Джона Ньюмана Love Me Again с Alex & Sierra в финале шоу.

## Stone Temple Pilots (с 2017)
16 ноября 2016 года в издании Entertainment Tonight было указано, что Stone Temple Pilots взяли Гутта на место нового вокалиста на смену Честеру Беннингтону, который покинул группу годом ранее. На следующий день представитель Stone Temple Pilots опроверг этот слух, сказав, что «группа репетирует с разными вокалистами последние несколько недель» и что «группа ещё не приняла решение». Спустя год, 14 ноября 2017 года Stone Temple Pilots официально объявили Гутта своим новым вокалистом, и отыграли с ним первый концерт в тот же вечер в клубе Troubadour, Лос-Анджелес. На следующий день группа выпустила первый сингл с Гуттом «Meadow». Основатель группы Дин ДеЛео сказал: «Нам нужен был кто-то, кто не только будет достойно исполнять ранние песни, но и будет писать новые, проходя с нами по новому пути. Потребовалось время, но мы нашли своего парня.»

## Дискография
| Сольные альбомы - 1992-95 — «Nautical Star» - 2013 — Hallelujah (Сингл) - 2013 — The X Factor USA Season 3 Live Performances - 2014 — A Detroit Christmas (Сингл) С Rival City - 2016 — Take It Back (Сингл) (под именем Rival City Heights) - 2016 — Fading Out / What’s Going On (Сингл) С Dry Cell - 2001 — Demo EP (под именем Impür) - 2002 — Disconnected - 2010 — The Dry Cell Collection С Band With No Name (BWNN) - 2007 — BWNN EP - 2009 — Humanity (переиздан в 2013 на iTunes как сольный альбом Гутта) С Dragonfly - 1997 — Dragonfly Со Stone Temple Pilots - 2018 — Stone Temple Pilots - 2020 — Perdida | Гостевое участие - С Solystic - Almost Dead - Carry On - Open Letter |